# Есперанто-фільм
Есперанто-фільм — фільм, знятий чи озвучений мовою есперанто. 
Перший художній есперанто-фільм вийшов 1941 року під назвою «Великий диктатор». Есперанто було другою аудіо доріжкою після англійської.
Відомо 4 повнометражні фільми, зняті мовою есперанто: 
- Angoroj[en] (еспер.)
- Incubus[en] (еспер.)
- Gerda malaperis![en] (еспер.)
- La patro